# Institut supérieur des arts et du design de Toulouse
 (juin 2019).
L’institut supérieur des arts et du design de Toulouse (isdaT) est un établissement public de coopération culturelle qui résulte du regroupement de deux écoles : l’École supérieure des Beaux-Arts de Toulouse, académie royale fondée au milieu du XVIIIe siècle, et le Centre d’études supérieures musique et danse fondé en 1993 par l’État et la Ville de Toulouse. L'isdaT fait partie des 45 membres de l’Association nationale des écoles supérieures d’art, et des Pôles supérieurs habilités par le ministère de la Culture.
L’isdaT forme des artistes, créatrices et créateurs dans plusieurs domaines, faisant de cet établissement d’enseignement supérieur public un lieu unique en France de dialogue artistique et pédagogique. Les futur·es auteur·trices, interprètes et enseignant·es trouveront à l’isdaT des cursus spécialisés en musique, danse, design, design graphique et arts plastiques, dans un équilibre entre pratique et mise en contexte culturelle et théorique, permettant ainsi aux étudiant·es d’être outillé·es pour s’épanouir et s’insérer dans la vie professionnelle et sociale.

## Histoire

### Le Centre d’études supérieures musique et danse
Le Centre d'études supérieures de musique et de danse de Toulouse est un établissement fondé en 1993 à l’initiative de l’État, de la ville de Toulouse et de l’Université de Toulouse le Mirail (aujourd’hui Université de Toulouse – Jean Jaurès) sous la direction de Marc Bleuse. En 2011, suivant les préconisations de l’État, le CESMD est devenu le département spectacle vivant de l’institut supérieur des arts de Toulouse, au sein de l’établissement public de coopération culturelle (EPCC) auquel a également adhéré l’École supérieure des Beaux-Arts de Toulouse, devenue le département beaux-arts.
Les missions de l’isdaT spectacle vivant s’inscrivent dans la réforme nationale de décentralisation et de restructuration de l’enseignement supérieur artistique en l’adaptant au système Licence, Master, Doctorat (accord de Bologne). À l’instar de tous les établissements (Pôles supérieurs et CNSMD de Paris et Lyon), le département spectacle vivant délivre des diplômes d’État (DE) mais également des diplômes nationaux supérieurs professionnels de musiciens (DNSPM) reconnus partout en Europe.

### L'École supérieure des Beaux-Arts de Toulouse
L’origine de l’École supérieure des beaux-arts remonte au XVIIe siècle. Une école de dessin et de peinture existe dès 1680. En 1746, la Société des beaux-arts est créée par les peintres Antoine Rivalz, Guillaume Cammas et l'avocat Bernard Dupuy du Grez, auteur par ailleurs d'un Traité sur la Peinture (1797) et fondateur d'une première école publique et gratuite. Elle est financée par la municipalité qui l'héberge au Capitole, au Logis de l'Écu. Puis elle s'installe dans l'actuelle rue Lafayette.
Par un acte royal de 1750 Louis XV fonde l'Académie royale de peinture, sculpture et architecture de Toulouse. C'est la première des académies provinciales dans ce domaine et la seule, avec celle de Paris, à porter le nom d’Académie royale de peinture. Dominique Ingres figure parmi les élèves de l'Académie royale, de 1791 à 1796. Comme toutes les académies françaises l'Académie royale de peinture, sculpture et architecture de Toulouse est dissoute en 1793 mais ses professeurs continuent d'enseigner bénévolement durant la Révolution.
En 1804, l'école s'installe dans une partie de l'ancien couvent des Augustins (aujourd'hui le musée des Augustins) qui donne sur la rue qui prendra le nom de rue des Arts. Après l'introduction d'un cours de géométrie et de mécanique par l'architecte Urbain Vitry, elle est nommée en 1827 École des beaux-arts et des sciences industrielles. Un de ses directeurs les plus connus est le général d'Empire, peintre et introducteur de la lithographie en France, Louis-François Lejeune, nommé en 1837 (et qui sera maire de Toulouse en 1841). En 1883, elle passe sous la tutelle du ministère de l'Instruction publique et des Beaux-Arts et devient l'École nationale et spéciale des Beaux-Arts.
En 1892, la partie du couvent des Augustins où elle se trouve est détruite par le percement de la rue de Metz. L'école trouve ses locaux définitifs, quai de la Daurade, près de la basilique de la Daurade, dans la Manufacture des Tabacs, ancienne usine de Boyer-Fonfrède. En 1895, elle reçoit la façade monumentale, ornée des statues allégoriques de la Peinture, la Sculpture, la Gravure et l'Architecture, du nouveau Palais des Arts et des Sciences industrielles de l'architecte Pierre Esquié. L'architecture sera séparée de l'école des beaux-arts, pour s'installer dans de nouveaux bâtiments au quartier du Mirail, en 1969. L’aile du palais des arts, élevée entre 1892 et 1895 sur les dessins d'Esquié, est aujourd’hui occupée par la bibliothèque et une salle d’exposition, le Palais des arts (300 m2), interface entre la ville de Toulouse et l’école qui permet la présentation de travaux d’étudiants et la programmation d’expositions d’envergure. De 1968 à 1987, l'école a abrité le Scriptorium de Toulouse, atelier d'enseignement des arts graphiques, dirigé par les professeurs André Vernette et Bernard Arin, à l'origine pour une grande part du renouveau de la calligraphie et de la création typographique en France.
Dans le cadre de la réforme des écoles d’art françaises, l'École supérieure des Beaux-Arts de Toulouse est devenue en 2011 un Établissement Public de Coopération Culturelle, l'institut supérieur des arts de Toulouse.

## Missions
L'une des missions principale de l'institut supérieur des arts et du design de Toulouse est l'organisation des études supérieures artistiques en 3 cycles et la délivrance de diplômes nationaux. L'isdaT s'engage également dans la mise en œuvre de projets de recherche (colloques, journées d’études, séminaires, partenariats internationaux, éditions), ou encore la production et diffusion dans et hors les murs (expositions, spectacles, concerts..) en partenariat avec des lieux artistiques et culturels.
L’isdaT dispose d’un réseau d’institutions étrangères partenaires et encourage ses étudiants à y effectuer des séjours d’étude.

## Diplômes délivrés

### Art, design et design graphique
- Diplôme National d’Arts (bac+3) dans les options art, design et design graphique
- Diplôme National Supérieur d’Expression Plastique (bac+5) dans les options art, design et design graphique, conférant le grade de Master 2.

### Musique
- Diplôme National Supérieur Professionnel de Musicien : bac+3
- Diplôme d’État de professeur de musique : bac+3
- Master Interprétation musicale délivré conjointement par l’Université Toulouse — Jean Jaurès et l’isdaT[14].

### Danse
- Diplôme d’État de professeur de danse : bac+2